# حديقة تاكاماندا الوطنية
حديقة تاكاماندا الوطنية، تقع حديقة اماندا الوطنية جنوب غرب الكاميرون على الحدود مع نيجيريا، وتعتبر منطقة محمية طبيعية في الكاميرون بوسط إفريقيا.

## التاريخ
تمتد حديقة تاكاماندا الوطنية إلى ولاية كروس ريفر في نيجيريا، أنشئت كمحمية في عام 2008 للمساعدة في حماية غوريلا نهر كروس المهددة بالانقراض.
تقع الحديقة في منطقة محمية قديمة،  وهي محمية غابة تاكاماندا في عام 1934، وتغطي مساحة تبلغ 675.99 كيلومتر مربع. تضم حوالي 43 قرية في المنتزه، وفي عام 2000 كان  يقطنها حوالي 16000 شخص.
تضم حديقة تاكاماندا الوطنية تضاريس جبلية وغابات وأنهارًا، وتتكون من الغابات الجبلية المطيرة، يبلغ ارتفاعها من 300 إلى 1900 متر فوق مستوى سطح البحر .

## التنوع الحيوي
تعد حديقة تاكاماندا موطنًا لبعض الحيوانات البرية، مثل الغوريلا والشمبانزي والخنازير البرية والظباء،
بالإضافة للعديد من أنواع الطيور والفراشات.

## الأنشطة
توفر الحديقة مجموعة متنوعة من مسارات الرحلات والمشي لمسافات طويلة، لاستكشاف النباتات والحيوانات الجميلة في الحديقة والاستمتاع بالمناظر الطبيعية.